# Helen Durham
Helen Durham, née en 1968, est juriste en Droit international humanitaire et directrice du département Law and Policy au sein du Comité international de la Croix-Rouge (CICR).
Durham a été directrice du droit international, de la stratégie, de la planification et de la recherche à la Croix-Rouge australienne et a travaillé comme chef de bureau du CICR à Sydney.